# Stochastisches Exponential

Drei Realisierungen eines Standard-Wiener-Prozesses (oben) und dessen stochastischen Exponentials (unten)

Ein stochastisches Exponential ist ein stochastischer Prozess, der im mathematischen Teilgebiet der stochastischen Analysis ein Analogon zur Exponentialfunktion der gewöhnlichen Analysis darstellt. Nach der französischen Mathematikerin Catherine Doléans-Dade wird es auch als Doléans-Dade-Exponential oder kurz als Doléans-Exponential bezeichnet. 
Die Exponentialfunktion lässt sich dadurch charakterisieren, dass sie mit ihrer Ableitung übereinstimmt. Will man ein analoges Verhalten für die Exponentialfunktion eines stochastischen Prozesses erreichen, so muss wegen der Itō-Formel dessen quadratische Variation mitberücksichtigt werden, wenn diese wie beispielsweise beim Wiener-Prozess nicht verschwindet.
Stochastische Exponentiale spielen unter anderem eine wichtige Rolle bei der expliziten Lösung von stochastischen Differentialgleichungen und treten beim Satz von Girsanow auf, der das Verhalten stochastischer Prozesse bei einem Wechsel des Maßes beschreibt. Eine wichtige Fragestellung ist in diesem Zusammenhang, unter welchen Bedingungen ein stochastisches Exponential ein Martingal ist. Viele Modelle der Finanzmathematik beinhalten Prozesse, die stochastische Exponentiale sind, so zum Beispiel die geometrische brownsche Bewegung beim Black-Scholes-Modell.

## Einführung
Die Exponentialfunktion {\displaystyle u(t)=\mathrm {e} ^{t}} ist eindeutig bestimmt durch die beiden Bedingungen {\displaystyle u'(t)=u(t)} und {\displaystyle u(0)=1}. Etwas allgemeiner folgt mit der Kettenregel, dass {\displaystyle u(t)=\mathrm {e} ^{x(t)-x(0)}} die eindeutig bestimmte Lösung der linearen gewöhnlichen Differentialgleichung {\displaystyle u'(t)=u(t)x'(t)} mit der Anfangsbedingung {\displaystyle u(0)=1} ist.
Diese Zusammenhänge gelten bei stochastischen Differentialgleichungen in dieser einfachen Form nicht mehr, da hierbei die Kettenregel durch die Itō-Formel ersetzt werden muss, das die quadratische Variation der Prozesse mit berücksichtigt. Ist beispielsweise {\displaystyle (W_{t})} ein Standard-Wiener-Prozess, so ergibt sich für das Differential des Prozesses {\displaystyle U_{t}=u(W_{t})=\mathrm {e} ^{W_{t}}} wegen {\displaystyle u=u'=u''} mit der Itō-Formel
{\displaystyle \mathrm {d} U_{t}=\mathrm {e} ^{W_{t}}\,\mathrm {d} W_{t}+{\frac {1}{2}}\mathrm {e} ^{W_{t}}\,\mathrm {d} t=U_{t}\left(\mathrm {d} W_{t}+{\frac {1}{2}}\,\mathrm {d} t\right)}.
Der zusätzliche Term in dieser stochastischen Differentialgleichung lässt sich vermeiden, wenn anstelle der Exponentialfunktion der „korrigierte“ Ansatz {\displaystyle U_{t}=\mathrm {e} ^{W_{t}-{\frac {1}{2}}t}} verwendet wird: Dann ergibt sich {\displaystyle \mathrm {d} U_{t}=U_{t}\,\mathrm {d} W_{t}}, analog zum Fall gewöhnlicher Differentialgleichungen. Zudem ist nun der Prozess {\displaystyle U} wie der Wiener-Prozess ein Martingal.

## Definition
Es sei {\displaystyle (X_{t})_{t\in \mathbb {R} _{+}}} ein Semimartingal. Dann heißt das (eindeutig bestimmte) Semimartingal {\displaystyle U=(U_{t})_{t\in \mathbb {R} _{+}}}, das Lösung der stochastischen Differentialgleichung
{\displaystyle \mathrm {d} U_{t}=U_{t-}\,\mathrm {d} X_{t}}
mit Anfangsbedingung {\displaystyle U_{0}=1} ist, das stochastische Exponential von {\displaystyle X} und wird mit {\displaystyle {\mathcal {E}}(X)} bezeichnet, d. h. {\displaystyle {\mathcal {E}}(X)_{t}:=U_{t}}.
Mit {\displaystyle U_{t-}} wird dabei der linksseitige Grenzwert des Prozesses {\displaystyle U} an der Stelle {\displaystyle t} bezeichnet. Falls {\displaystyle X} stetig ist, so ist auch {\displaystyle U} stetig; es gilt dann {\displaystyle U_{t-}=U_{t}}.
Dass der Prozess {\displaystyle U} Lösung des genannten Anfangswertproblems ist, bedeutet explizit, dass er die Itō-Integralgleichung
{\displaystyle U_{t}=1+\int _{0}^{t}U_{s-}\,\mathrm {d} X_{s}}
erfüllt.

## Explizite Darstellung und Rechenregeln
Ist {\displaystyle X} ein stetiges Semimartigal, so hat das stochastische Exponential die explizite Darstellung
{\displaystyle {\mathcal {E}}(X)_{t}=\mathrm {e} ^{X_{t}-X_{0}-{\frac {1}{2}}[X,X]_{t}}},
wobei {\displaystyle [X,X]} die quadratische Variation von {\displaystyle X} bezeichnet.
Im allgemeinen Fall müssen zusätzlich die Sprungstellen von {\displaystyle X} berücksichtigt werden. Hier ergibt sich
{\displaystyle {\mathcal {E}}(X)_{t}=\mathrm {e} ^{X_{t}-X_{0}-{\frac {1}{2}}[X,X]_{t}}\prod _{s\leq t}(1+\Delta X_{s})\mathrm {e} ^{-\Delta X_{s}+{\frac {1}{2}}(\Delta X_{s})^{2}}}
mit dem Sprungprozess {\displaystyle \Delta X_{s}=X_{s}-X_{s-}}.
Anstelle der Funktionalgleichung der Exponentialfunktion gilt für das stochastische Exponential von Semimartingalen {\displaystyle X} und {\displaystyle Y} die Rechenregel
{\displaystyle {\mathcal {E}}(X)_{t}{\mathcal {E}}(Y)_{t}={\mathcal {E}}(X+Y+[X,Y])_{t}}.
Ist {\displaystyle X} stetig mit {\displaystyle X_{0}=0}, so gilt
{\displaystyle ({\mathcal {E}}(X)_{t})^{-1}={\mathcal {E}}(-X+[X,X])_{t}}.

## Martingaleigenschaften
Im Folgenden sei {\displaystyle X} ein stetiges Semimartingal und ohne Einschränkung gelte {\displaystyle X_{0}=0}, also {\displaystyle {\mathcal {E}}(X)_{t}=\mathrm {e} ^{X_{t}-{\frac {1}{2}}[X,X]_{t}}}. Gemäß Definition ist das stochastische Exponential stets ein Semimartingal. Ist {\displaystyle X} ein lokales Martingal, so zeigt die Darstellung als Itō-Integral, dass {\displaystyle {\mathcal {E}}(X)} ebenfalls ein lokales Martingal ist. Allerdings muss, selbst wenn {\displaystyle X} ein Martingal ist, das stochastische Exponential kein echtes Martingal sein; als nichtnegatives lokales Martingal ist es dann jedoch ein Supermartingal. Ist {\displaystyle X} als Lévy-Prozess ein Martingal, ist auch {\displaystyle {\mathcal {E}}(X)} ein Martingal.
Für viele Anwendungen ist es wichtig, einfach nachzuprüfende Kriterien zu haben, die garantieren, dass das stochastische Exponential eines lokalen Martingals ein (echtes) Martingal ist. Die bekannteste hinreichende Bedingung ist die Novikov-Bedingung (nach dem russischen Mathematiker Alexander Novikov): Sei {\displaystyle X} ein stetiges lokales Martingal mit {\displaystyle X_{0}=0}. Gilt {\displaystyle \operatorname {E} {\bigl (}\mathrm {e} ^{{\frac {1}{2}}[X,X]_{t}}{\bigr )}<\infty } für alle {\displaystyle t\leq T}, dann ist {\displaystyle {\mathcal {E}}(X)} ein Martingal auf {\displaystyle [0,T]}.
Eine stärkere Aussage liefert die Kazamaki-Bedingung: Sei {\displaystyle X} ein stetiges lokales Martingal. Wenn das Supremum über die beschränkten Stoppzeiten {\displaystyle \tau } von {\displaystyle E(e^{1/2X_{\tau }})} nach oben beschränkt ist, d. h. wenn {\displaystyle \sup \limits _{\tau ,\tau {\text{beschränkt}}}E(e^{1/2X_{\tau }})<\infty }, dann ist {\displaystyle {\mathcal {E}}(X)} ein gleichgradig integrierbares Martingal.

## Anwendungen

### Lineare stochastische Differentialgleichungen
Mit Hilfe des stochastischen Exponentials lassen sich die Lösungen linearer stochastischer Differentialgleichungen explizit angeben.
Eine lineare stochastische Differentialgleichung hat die Gestalt
{\displaystyle \mathrm {d} X_{t}={\bigl (}\alpha _{t}+\beta _{t}X_{t}{\bigr )}\,\mathrm {d} t+{\bigl (}\gamma _{t}+\delta _{t}X_{t}{\bigr )}\,\mathrm {d} W_{t}}
mit stetigen Funktionen oder stetigen adaptierten stochastischen Prozessen {\displaystyle \alpha ,\beta ,\gamma ,\delta }. Die zugehörige homogene Gleichung
{\displaystyle \mathrm {d} U_{t}=\beta _{t}U_{t}\,\mathrm {d} t+\delta _{t}U_{t}\,\mathrm {d} W_{t}=U_{t}(\beta _{t}\,\mathrm {d} t+\delta _{t}\,\mathrm {d} W_{t})}
besitzt die Lösung {\displaystyle U_{t}={\mathcal {E}}(Y)_{t}} mit {\displaystyle \mathrm {d} Y_{t}=\beta _{t}\,\mathrm {d} t+\delta _{t}\,\mathrm {d} W_{t}} und ohne Einschränkung {\displaystyle Y_{0}=0}.
Die allgemeine Lösung lautet somit explizit
{\displaystyle U_{t}=U_{0}\mathrm {e} ^{Y_{t}-{\frac {1}{2}}[Y,Y]_{t}}}
mit
{\displaystyle Y_{t}=\int _{0}^{t}\beta _{s}\,\mathrm {d} s+\int _{0}^{t}\delta _{s}\,\mathrm {d} W_{s}}
und
{\displaystyle [Y,Y]_{t}=\int _{0}^{t}\delta _{s}^{2}\,\mathrm {d} s}.
Eine partikuläre Lösung der inhomogenen Gleichung lässt sich hieraus durch Variation der Konstanten finden, also durch den Ansatz {\displaystyle X_{t}=Z_{t}U_{t}}.

### Satz von Girsanow
Es seien {\displaystyle (W_{t})} ein Wiener-Prozess auf dem Intervall {\displaystyle [0,T]} bezüglich des Wahrscheinlichkeitsmaßes {\displaystyle P} und {\displaystyle X} ein Prozess mit {\displaystyle \mathrm {d} X_{t}=\theta _{t}\,\mathrm {d} W_{t}}. Falls das stochastische Exponential {\displaystyle L_{t}={\mathcal {E}}(X)_{t}} ein Martingal ist, dann gilt {\displaystyle \operatorname {E} (L_{T})=\operatorname {E} (L_{0})=1} und {\displaystyle L_{T}} kann als Radon-Nikodým-Dichte eines Wahrscheinlichkeitsmaßes {\displaystyle Q} bezüglich {\displaystyle P} aufgefasst werden:
{\displaystyle {\frac {\mathrm {d} Q}{\mathrm {d} P}}=L_{T}}.
Bezüglich des so definierten Maßes {\displaystyle Q} ist der Drift-Prozess
{\displaystyle B_{t}=W_{t}-\int _{0}^{t}\theta _{s}\,\mathrm {d} s}
ein Standard-Wiener-Prozess.